# 陸續
陆续（？—？），字智初，会稽郡吴县（今江苏省苏州市）人，东汉官员。祖父陆闳。吳郡陸氏的遠祖。
陆续幼年丧父，仕郡担任户曹史。当年岁荒民饥，太守尹兴派陆续到都亭施粥赈济。陆续问下了所有吃粥百姓的姓名。陆续报告尹兴有六百余人，全部说出姓字。刺史见陆续，辟为别驾从事。以病去官，回来转任郡门下掾。
70年，楚王刘英谋反，汉明帝发现刘英同党有尹兴之名，下尹兴到廷尉狱。陆续与主簿梁宏、功曹史驷勋、掾史五百余人到洛阳诏狱接受审问，诸吏被拷打致死大半。唯陆续、梁宏、驷勋肌肉消烂，不置诬辞。陆续之母从家乡至京师，不能见到儿子，就托付门卒送饭，陆续虽被拷打，但辞色慷慨，见到悲泣，不能自胜。使者问他原因。陆续说母亲来了，不得相见，所以哭泣。使者大怒，以为门卒通气。陆续说认出了母亲做的饭，母亲切肉，未尝不方，切葱以寸为度。汉明帝赦尹兴，陆续被赦还乡，禁锢终身。陆续年老德病而去世。

## 子
- 长子陆稠，字伯羸[1]，官至广陵郡太守。
- 中子陆逢，官至乐安郡太守。
- 少子陆褒，陆褒子陆纡、陆康，陆纡孙陆逊。

## 延伸阅读
[在维基数据编辑]
 《後漢書/卷81》，出自范晔《後漢書》